# هاري كاين (رسام توضيحي)
هاري كاين (بالإنجليزية: Harry Kane)‏ هو رسام توضيحي أمريكي، ولد في 2 يوليو 1912، وتوفي في 1 مارس 1988.